# コンガ (曲)
- コンガ
- コンガ!

「コンガ」 (Conga)は、マイアミ・サウンド・マシーンの楽曲。
9枚目のスタジオ・アルバム『プリミティヴ・ラヴ』から1枚目のシングルとしてリリースされブレイクのきっかけになった。Billboard Hot 100では初のチャートインを果たし、チャートには27週もの間に渡って滞在し続けた。
この曲で第15回東京音楽祭に出場、グランプリ（金賞）を受賞した。
2001年のベスト・アルバム『GREATEST HITS VOL.2』には「ワイ・ツー・コンガ」と題された新たなバージョンが収録された。このバージョンには「ドクター・ビート」と「リズムでゲット・ユー」がサンプリングされている。
2020年のアルバム『ブラジル305』においてサンバ風味にアレンジしてリレコーディングしたニュー・バージョンが収録された、タイトルは「サンバ」に変更されている。

## 収録曲
日本盤 12" シングル
1. コンガ（ダンス・ミックス）- 6:01
2. コンガ（インストゥルメンタル）- 4:55

## チャート
| チャート (1985–1986年)                              | 最高順位 |
| --------------------------------------------------- | -------- |
| オーストラリア (Kent Music Report)                  | 37       |
| ベルギー (Ultratop 50 Flanders)                     | 5        |
| カナダ トップシングルス (RPM)                       | 1        |
| オランダ (Single Top 100)                           | 2        |
| ニュージーランド (Recorded Music NZ)                | 2        |
| 南アフリカ (Springbok)                              | 5        |
| スウェーデン (Sverigetopplistan)                    | 18       |
| スイス (Schweizer Hitparade)                        | 16       |
| スペイン (AFYVE)                                    | 1        |
| UK シングルス (OCC)                                 | 79       |
| US Billboard Hot 100                                | 10       |
| US Cashbox Top 100                                  | 17       |
| US Dance Club Songs (Billboard)                     | 7        |
| US ホット・ダンス・シングルス・セールス (Billboard) | 1        |
| US Hot R&B/Hip-Hop Songs (Billboard)                | 60       |

| チャート (2016年)                   | 最高順位 |
| ----------------------------------- | -------- |
| ポーランド (Polish Airplay Top 100) | 63       |

| チャート (1986年)                           | 最高順位 |
| ------------------------------------------- | -------- |
| 米国 トップ・ポップ・シングルス (Billboard) | 40       |
| ブラジル                                    | 59       |
| ニュージーランド                            | 15       |